# Делануа, Альбер
Альбер Леон Делануа (фр. Albert Léon Delanoy; 13 февраля 1881, Париж — 19 мая 1944, Париж) — французский легкоатлет, выступавший в прыжках в длину и тройном прыжке. Участник летних Олимпийских игр 1900 года.

## Биография
Альбер Делануа родился 13 февраля 1881 года в Париже.
Выступал в легкоатлетических соревнованиях за парижский «Расинг». В 1898 году стал чемпионом Франции в прыжках в длину, в 1899 году в той же дисциплине стал серебряным призёром, в 1900 году — бронзовым.
В 1900 году установил рекорд Франции в прыжках в длину — 6,75 метра.
В 1900 году вошёл в состав сборной Франции на летних Олимпийских играх в Париже. В прыжках в длину занял 5-е место, показав результат 6,755 метра и уступив 43 сантиметра завоевавшему золотоу Элу Крэнцлайну из США. В тройном прыжке занял 5-е место.
Умер 19 мая 1944 года в Париже.

## Личный рекорд
- Прыжки в длину — 6,75 (1900)[1]